# Restingalooftiran
De restingalooftiran (Phylloscartes kronei) is een zangvogel uit de familie tirannen (Tyrannidae). Deze vogel is genoemd naar de Duits-Braziliaanse zoöloog Ricardo Krone (1861-1917) die het eerste exemplaar van deze vogel had verzameld. De Nederlandse naam verwijst naar een Braziliaans type bos (restinga).

## Kenmerken
De restingalooftiran is 12 centimeter lang en weegt ongeveer 8 tot 10 gram. Hij heeft donkerbruine ogen met een bruine iris omgeven door een lichtgele oogring met een smalle wenkbrauwstreep erboven. Verder heeft de vogel een bleekgele keel, grijsachtige borst, witachtige buik, olijfgroene rug en staart en grijze poten.

## Verspreiding en leefgebied
Deze vogel is endemisch in Brazilië, waar hij voorkomt van de oostkust van de staat São Paulo tot het noordoosten van Rio Grande do Sul. Zijn leefgebied bestaat uit bosranden, droge scrublands en restinga's. Zeker in de broedtijd heeft de vogel een voorkeur voor moerasachtig gebied met stilstaand water.

## Status
De grootte van de populatie wordt geschat op 2500-10.000 volwassen vogels. Op de Rode lijst van de IUCN heeft deze soort de status niet bedreigd.